# Camp Reinsehlen

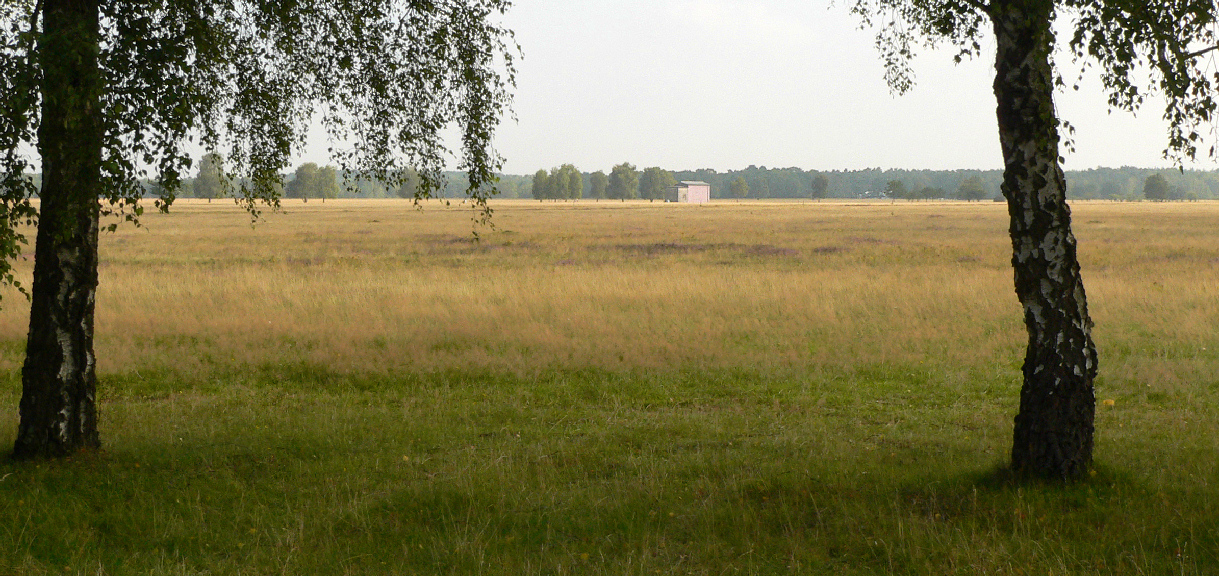
Blick über die weite Sandmagerrasenfläche von Camp Reinsehlen, in der Mitte das als Kunstobjekt gestaltete Transformatorengebäude, 2011

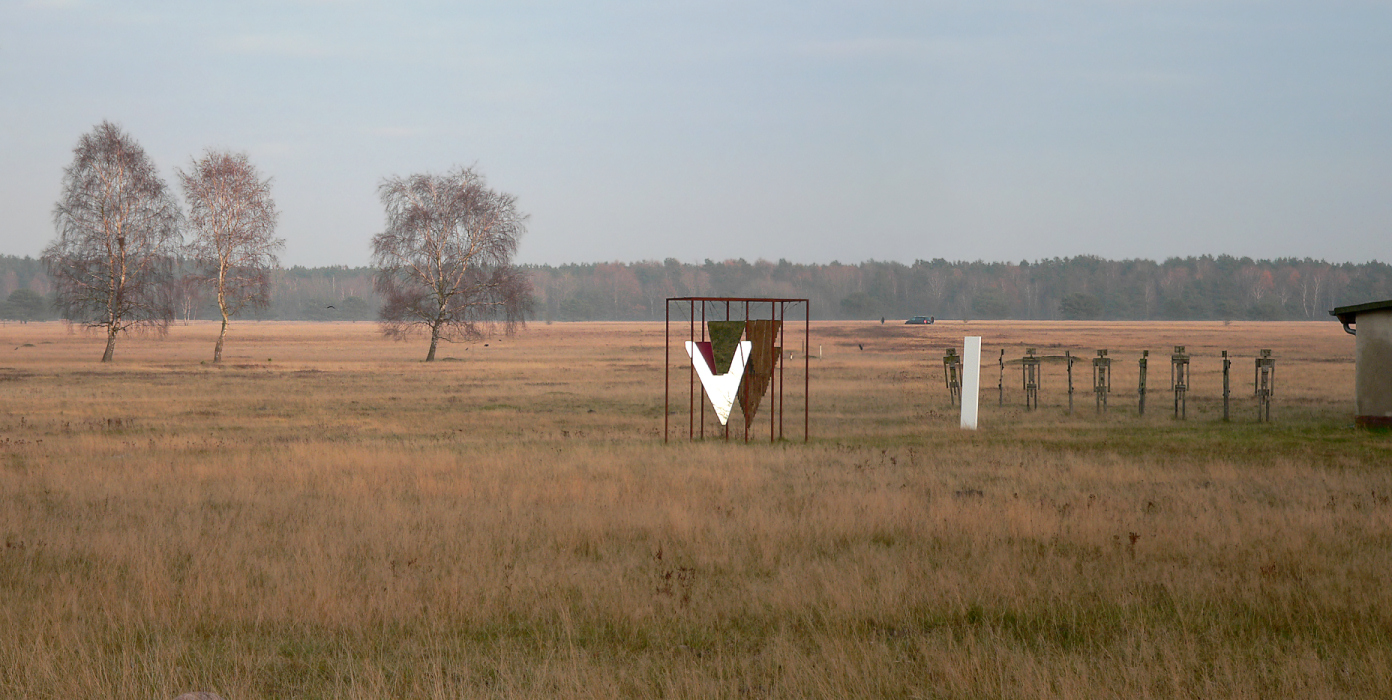
Freifläche mit Installationen des Künstlers Jörg-Werner Schmidt

Das Camp Reinsehlen ist eine etwa 100 Hektar große und nahezu baumfreie Fläche nahe der niedersächsischen Ortschaft Reinsehlen bei Schneverdingen, die wegen ihrer großen Sandmagerrasenfläche bekannt ist. Das Gelände hat im 20. Jahrhundert eine wechselhafte Geschichte als Militärflugplatz, Flüchtlingslager und Truppenübungsplatz hinter sich. Der Namenszusatz Camp leitet sich davon ab, dass das Gelände von 1950 bis 1994 als Basislager für Panzerübungen britischer und kanadischer Streitkräfte in der Lüneburger Heide diente.

## Geografie

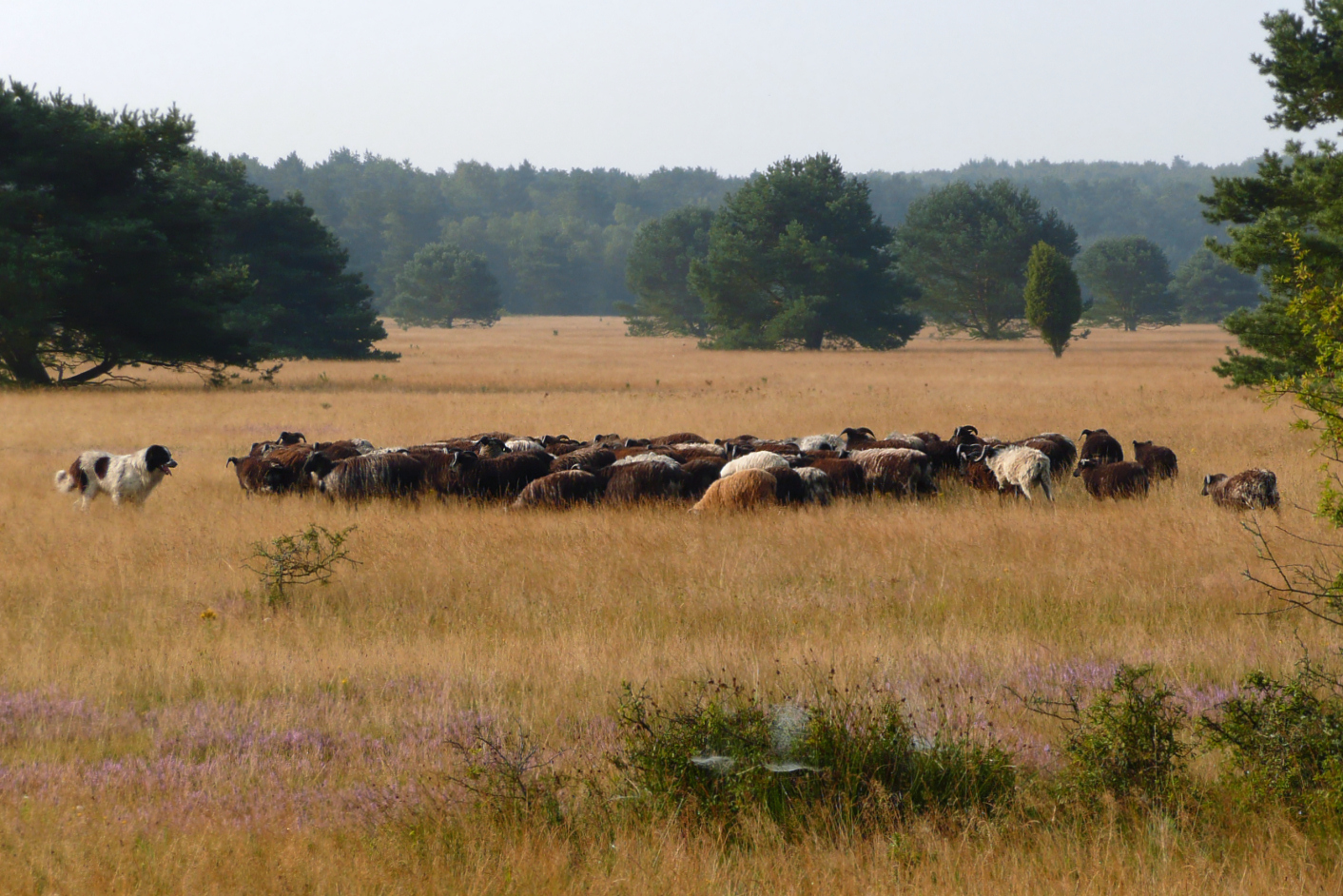
Heidschnuckenherde auf dem Freigelände

Auf dem offenen Gelände des Camp Reinsehlen mit seinen nährstoffarmen und trockenen Sandböden haben sich Magerrasen-Biotope entwickelt. Es finden sich viele gefährdete Pflanzenarten, wie die Grasnelke, die Felsennelken und Sand-Thymian. Die vorherrschende Pflanzenart ist der Schaf-Schwingel. Auf den Grasflächen brüten verschiedene Vogelarten, wie Heidelerche, Feldlerche und Wiesenpieper. Der Pflanzenbewuchs wird durch die Beweidung einer Heidschnuckenherde kurz gehalten.
1995 stufte das Niedersächsischen Landesamt für Ökologie, eine Vorgängereinrichtung des Niedersächsischen Landesbetriebs für Wasserwirtschaft, Küsten- und Naturschutz, das Gelände wegen zahlreicher gefährdeter und vom Aussterben bedrohter Pflanzen als vorrangig schutzwürdig ein; es ist die größte zusammenhängende Sandmagerrasenfläche in Niedersachsen.

## Militärflugplatz 1938–1945

### Entstehung

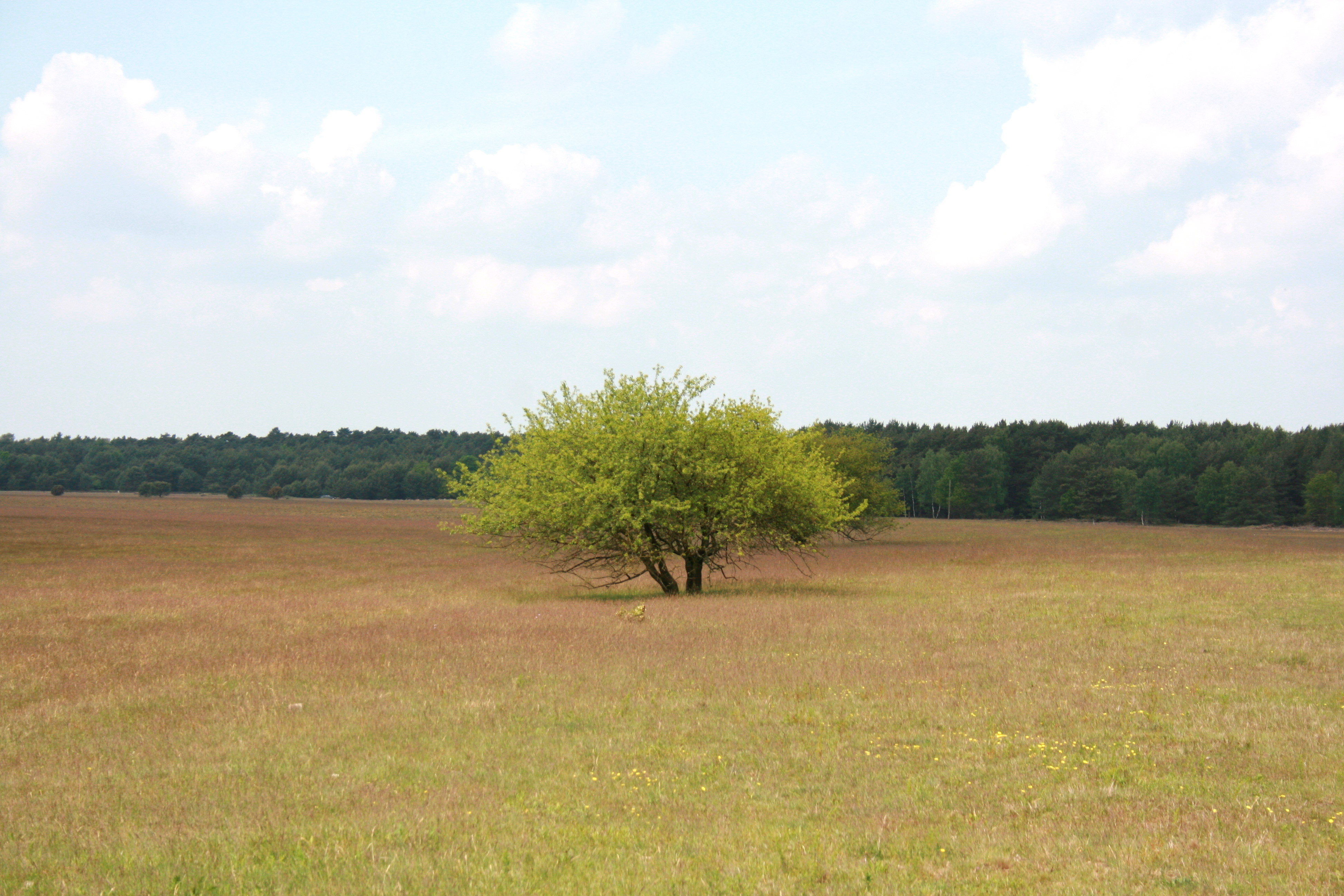
Das weitläufige, ehemalige Flugplatzgelände

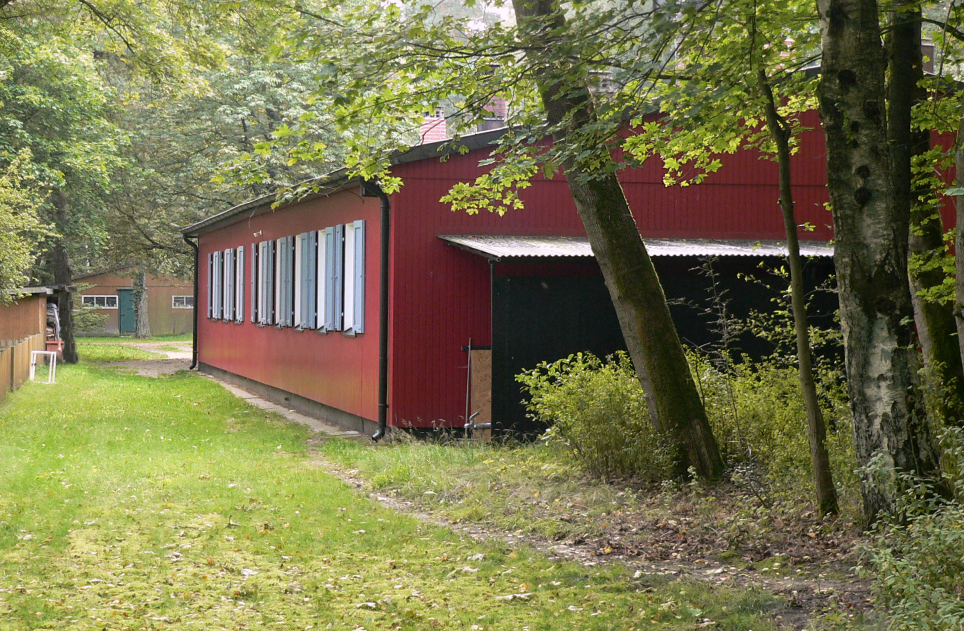
Ehemalige Baracken des Geländes

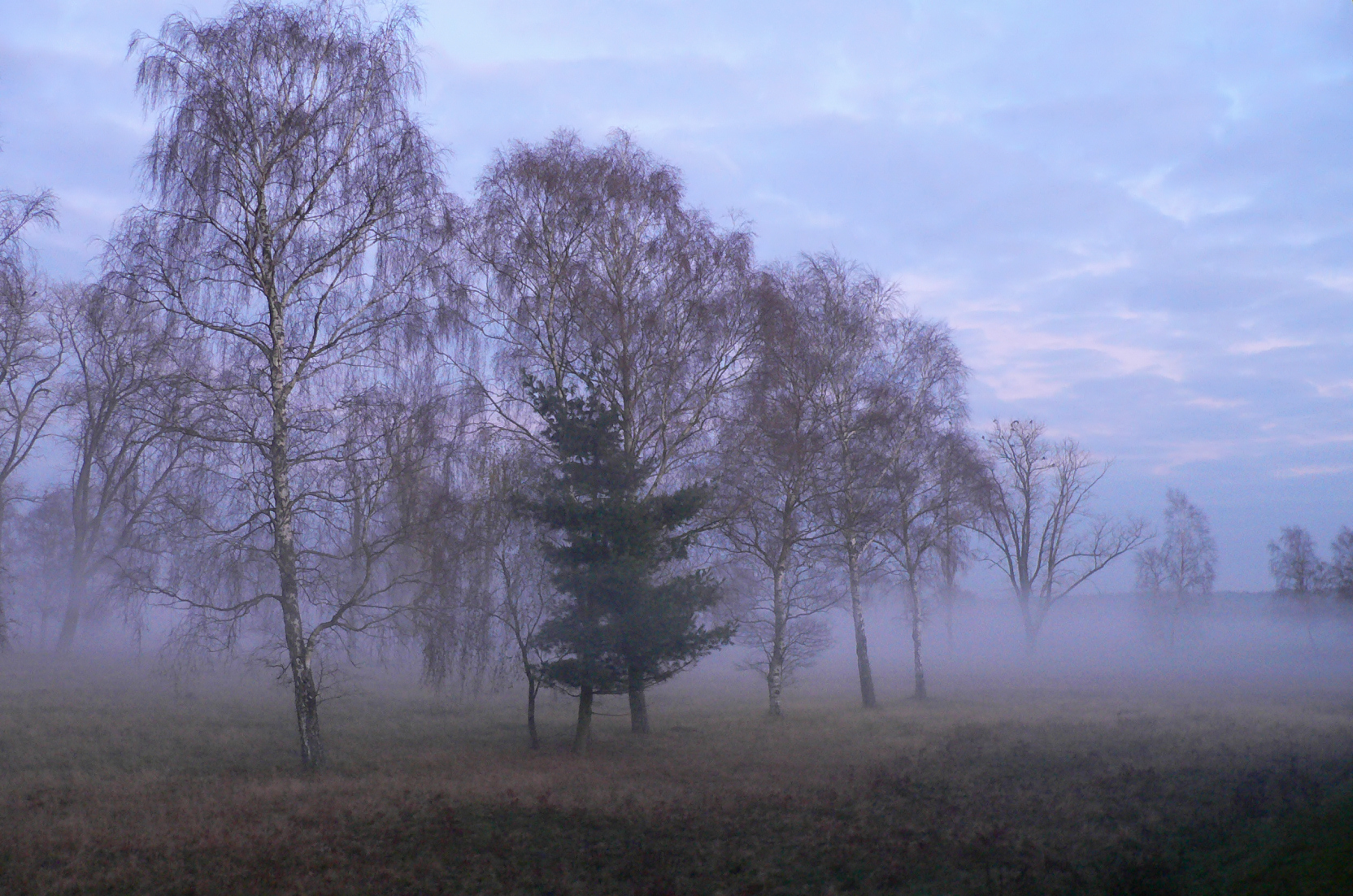
Nebel auf dem Gelände

1938 beanspruchte die deutsche Luftwaffe im Zuge der Aufrüstung der Luftwaffe das Gebiet bei Reinsehlen zur Einrichtung eines Fliegerhorstes. Seit der Machtergreifung 1933 und der folgenden Aufrüstung der Wehrmacht entstanden an vielen Orten militärische Anlagen. Dies betraf auch die strukturschwache Region der Lüneburger Heide mit ihrer dünnen Besiedlung und ihren kargen, landwirtschaftlich wenig lohnenden Böden. Hier etablierte sich an vielen Stellen das Militär, vor allem mit großflächigen Truppenübungsplätzen.
Für die Einrichtung des Fliegerhorstes bei Reinsehlen wurde eine 250 ha große Fläche bestimmt. Dazu mussten die Landwirte der umliegenden Höfe zunächst entschädigungslos Land abtreten, durften aber später ihre Heidschnuckenherden auf den Grasflächen des Flugfeldes weiden lassen, um den Bewuchs niedrig zu halten. Erst in den 1950er Jahren erhielten die Landwirte von staatlicher Seite geringe Summen für ihr Land. Für den Flugplatz wurde ein leicht hügeliges und sandiges Gelände ausgewählt, das teilweise mit Heide, aber auch mit Eichen- und Birkenwäldern bedeckt war. Im zentralen Bereich lag eine Senke mit dem Quellgebiet des Baches Fintau. Bei Baubeginn 1938 wurde zunächst das Gelände eingeebnet und tiefgepflügt. Da der sandige Boden mit einer Ortsteinschicht für den Rasenbewuchs des zukünftigen Flugfeldes eine zu schlechte Qualität aufwies, wurde im großen Stil mit Torf sowie Mist gedüngt.
Das Flugplatzgelände wurde durch Zufahrtsstraßen erschlossen. Dabei erhielt es einen Anschluss an die Reichsstraße 3, die heutige B 3. Auf dem Gelände selbst entstand eine Ringstraße aus Beton und es wurden zahlreiche Gebäude in Barackenbauweise für den Flugbetrieb, wie Flugleitung, Mannschaftsunterkünfte, Kasino, Lazarett, errichtet. Zu Tarnzwecken erhielten die Baracken Spitzdächer und wurden mit Reetgras bedeckt. Gegenüber der feindlichen Luftaufklärung sollte das Gelände den Eindruck eines Heidedorfes erwecken. Auch entstanden Munitionsbunker und unterirdische Tanklager. Das größte Gebäude war die Kdf-Halle als Baracke mit rund 850 Metern Grundfläche, die als Veranstaltungshalle und Kino diente. Der Materialanlieferung für den Aufbau der Anlagen, wie auch die spätere Belieferung des Flugplatzes erfolgte über eine Feldbahn, die das Areal mit der vorbeiführenden Heidebahn verband.

### Betrieb
Der Flugplatz diente als Ausbildungs- und Einsatzflugplatz. Er trug den Tarnnamen Posemuckel, der auch im Funkverkehr benutzt wurde. Die erste Landung eines Flugzeuges erfolgte am 13. September 1939 kurz nach Beginn des Zweiten Weltkrieges. Während des Krieges wurden zum Schutz der Flugplatzanlage gegen Luftangriffe in der Umgebung mehrere Flak- und Scheinwerferstellungen, einschließlich eines Leit- und Beobachtungsstandes, eingerichtet.
Verschiedene Luftwaffeneinheiten nutzten den Platz zur Flugausbildung der Soldaten und Erprobung neuer Waffensysteme. Von Oktober 1943 bis März 1944 lagen Teile des Transportgeschwaders 1 mit der Junkers Ju 52/3m hier. Im Jahre 1944 waren Teileinheiten der Jagdgeschwader 1, 3, 26 und 77  und des Schlachtgeschwaders 4 mit der Focke-Wulf Fw 190 hier stationiert. Mit den Flugzeugen wurden auch Bombenabwürfe mit Übungsbomben aus Beton auf Heideflächen nahe dem Flugplatz geübt. Auf dem Gelände wurden auch Zwangsarbeiter aus dem Osten und sowjetische und polnische Kriegsgefangene untergebracht. Ihre Arbeitskraft wurde zur kontinuierlichen Erweiterung der militärischen Anlagen und Straßenbauten, auch in der Umgebung, genutzt. Davon zeugt eine an der Erhebung Höpen vorbeiführende unfertige Trasse für eine Straße, die damals nicht vollendet wurde.

### Kriegsende
In der Kriegsendphase ab 1945 waren auf dem Flugplatz die ersten neuartigen Düsenflugzeuge stationiert, wie der erste strahlgetriebene Bomber Arado 234. In dieser Zeit diente der Flugplatz auch als Abstellfläche für zahlreiche Ju-88-Bomber, die wegen Treibstoffmangels und aus Mangel an Besatzungen dauerhaft am Boden blieben. Der Flugplatz ist, abgesehen von einzelnen Tieffliegerangriffen, nie im großen Stil bombardiert worden, obwohl er den Briten durch ihre Luftaufklärung bekannt war. Am 7. April 1945 flog eine US-amerikanische Bomberflotte von über 1000 Flugzeugen nach Deutschland ein, um restliche Militärziele vor dem Eintreffen amerikanischer Bodentruppen zu zerstören. Dabei stand auch der Flugplatz Reinsehlen auf der Angriffsliste, der jedoch wegen geschlossener Wolkendecke nicht lokalisiert werden konnte. Unmittelbar vor dem Anrücken britischer Truppen gab es noch den Versuch, einen Panzergraben zum Schutz des Flugplatzes auszuheben. Außerdem pflügten Bauern auf Anweisung tiefe Furchen in das Flugfeld, um es unbrauchbar zu machen. Mangels Waffen und Personal konnte eine geplante Verteidigung des Flugplatzes nicht stattfinden, er wurde den einrückenden britischen Truppen am 17. April 1945 kampflos übergeben. Wenige Stunden zuvor hatten deutsche Soldaten die abgestellten Flugzeuge in Brand gesetzt.

### Bestandsaufnahme 1945

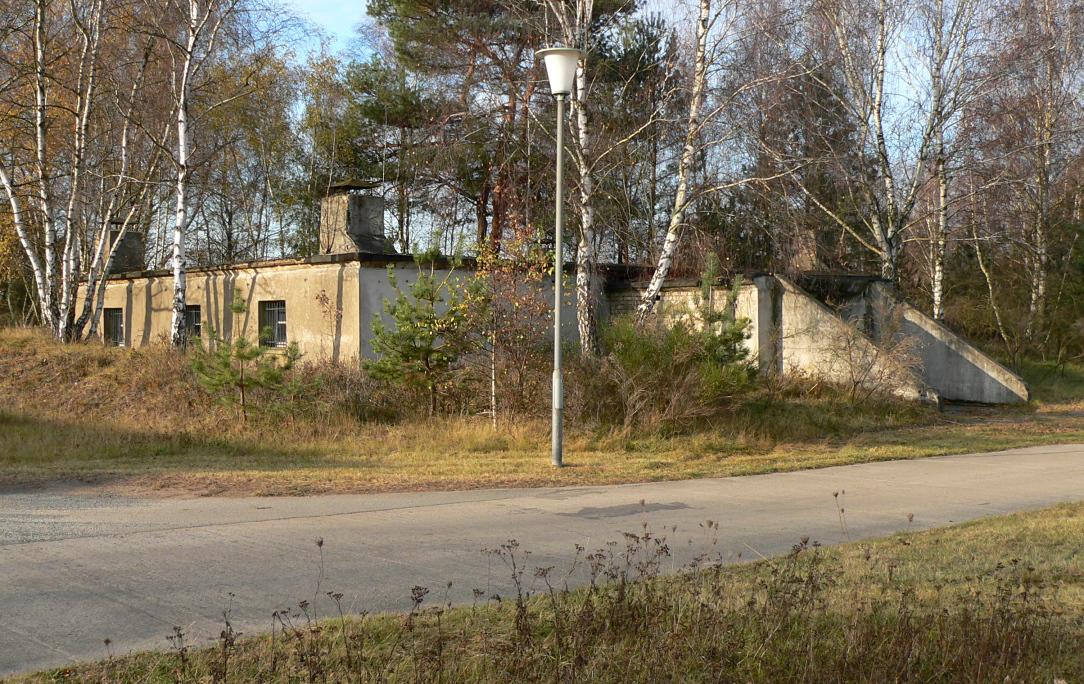
Ein ehemaliger Munitionsbunker

Noch im April 1945 bezog die Royal Canadian Air Force das Flugplatzgelände, die Ende des Winters 1946 wieder abzog. Die Besatzungstruppen machten die militärischen Einrichtungen unbrauchbar, indem sie die vorgefundenen Bomben sowie Munitionsreste sprengten. Sie zerstörten auch die Betonstraßen auf dem Gelände.
Eine Bestandsaufnahme der Flugplatzanlage durch den Bürgermeister von Schneverdingen unmittelbar nach dem Zweiten Weltkrieg ergab folgendes an Anlagen und Gebäuden:
- Rollfeld von 100 Hektar
- Bebautes Gelände von 60 Hektar
- 800 Meter Bahngleise
- 6 Munitionsbunker
- 3 unterirdische Tankanlagen
- 11 Baracken für Verwaltung, Gäste, Stab, KdF, Feuerwehr, Landwirtschaft, Kraftfahrzeuge, Kantine, Kohle
- 20 Baracken als Unterkünfte
- Flugzeugwerfthalle
- Flugzeughalle
- Diverse Schuppen

## Flüchtlingslager 1946–1950

### Entstehung
Im Februar 1946 kündigte die britische Militärregierung dem Landkreis Soltau die Ankunft größerer Transporte mit Flüchtlingen und Vertriebenen aus den deutschen Ostgebieten an, die unterzubringen waren. In der Nachkriegszeit herrschte großer Wohnraummangel für die Bevölkerung aufgrund der vielen Flüchtlinge aus dem Osten des ehemaligen Großdeutschen Reichs und die wohnungslos gewordenen Bewohner von Städten, infolge der alliierten Bombenangriffe. Für die Unterbringung der ankommenden Personen im Landkreis Soltau stellten die Briten die leerstehenden Baulichkeiten des Flugplatzes Reinsehlen mit rund 60 Baracken und zahlreichen Nebenbauten zur Verfügung. Die Baracken hatten zum Teil stattliche Ausmaße und waren bis zu 42 Meter lang. Etwa die Hälfte der Baracken verfügte über ein steinernes Fundament, bei den übrigen, die auf Holzpfählen standen, gab es später Probleme durch verfaulte Pfosten. Die Baracken des entstehenden Flüchtlingslagers standen wegen vorheriger Plünderungen weitgehend leer und wurden von der Gemeindeverwaltung mit dem noch spärlich vorhandenen Material an Öfen, Betten und Mobiliar ausgestattet.

### Betrieb
Im März 1946 trafen in Reinsehlen die ersten 200 Flüchtlinge aus dem Durchgangslager Uelzen-Bohldamm ein und bezogen das Lager. Im Mai 1946 kamen in einem Sonderzug rund 1.500 Vertriebene an, bei denen es sich überwiegend um ältere Menschen aus Schlesien handelte, die zuvor in einem Lager in Polen untergebracht waren. Dadurch entstand eine enorme Überbelegung der Baracken. Wegen des herrschenden Mangels am Nötigsten prägte sich im Volksmund für das Lager der Begriff Dorf der 1000 Sorgen ein. Bereits während der Kriegszeit gab es für die Wasserversorgung ein Wasserwerk und für die Entsorgung eine Abwasseranlage, die die Abwässer zu den etwa zwei Kilometer entfernt liegenden Rieselfeldern pumpte. Diese Anlagen erwiesen sich als vorteilhaft für die Nutzung als Lager.
In dem vierjährigen Bestehen des Flüchtlingslagers von 1946 bis 1950 lebten dort durchschnittlich etwa 1.500 Personen, wobei es sich um eine der größten Einrichtungen dieser Art in Norddeutschland handelte. Die Bewohner lebten darin mietfrei. Regelmäßig trafen monatlich kleine Kontingente von bis zu 50 Personen ein, die unterzubringen waren. Die Lagerbewohner stammten zum größten Teil aus Schlesien, die übrigen kamen aus Ostpreußen, dem Baltikum, Wolhynien, Galizien und dem Sudetenland. Etwa zwei Drittel der Lagerbewohner waren Fürsorgeempfänger. Es gab nur etwa 200 arbeitsfähige Männer, die vorwiegend in der Landwirtschaft und der Forstwirtschaft tätig waren. Der Rasen des früheren Flugfeldes wurde bereits im Frühjahr 1946 umgepflügt und diente als Acker- und Gartenland zum Anbau von Feldfrüchten, um die Verpflegung der Lagerbewohner aufzubessern.
Im Laufe der Zeit gründeten die Lagerbewohner innerhalb des Geländes kleine Betriebe, wie Ofenmacherei, Korbflechterei, Tischlerei. Eine andere Betätigung zur Geldeinnahme war das Sammeln von Beeren und Pilzen. Im Lager bestand für die rund 350 Kinder eine Schule. Eine Kirche wurde in einer großen Halle eingerichtet, die auch für Kinovorführungen genutzt wurde. Verwaltet wurde das Lager vom Landkreis Soltau. Als Vertretung wählten die Lagerbewohner einen Lagerleiter und einen Lagerrat.

### Krankenhaus

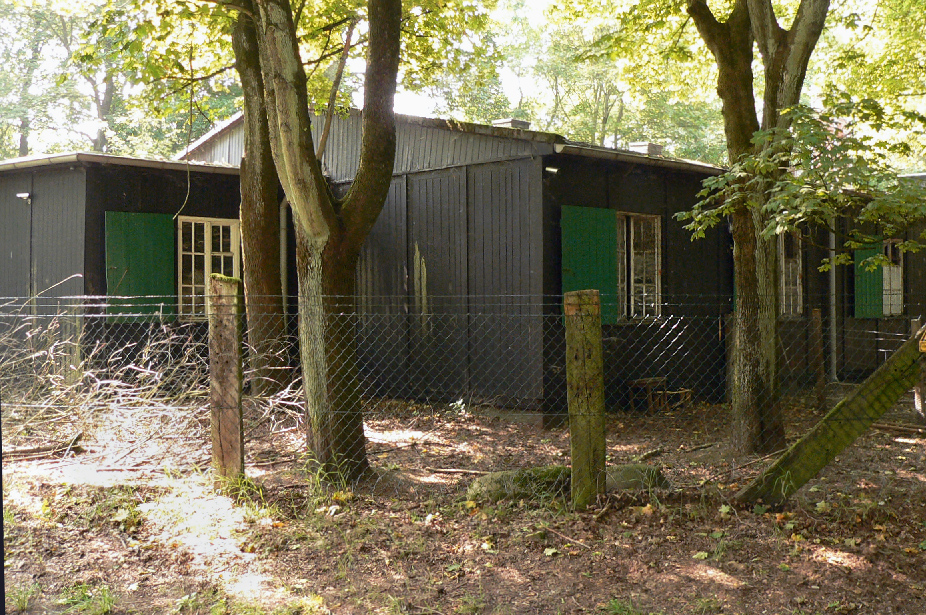
Baracken des früheren Krankenhauses

Mit der Einrichtung des Flüchtlingslagers 1946 entstand in den früheren Offiziersbaracken eine Krankenstation mit rund 150 Betten. Für die ankommenden 1.500 Vertriebenen war wegen mitgebrachter Mangel- und Infektionskrankheiten dringend ärztliche Betreuung erforderlich. Häufige Krankheiten im Lager bei der Unterbringung auf engstem Raum waren Typhus, Lungen-TBC und Gelbsucht. Die Krankenpflege war bis 1950 in den Händen von etwa 20 Ordensschwestern, die aus Schlesien ausgewiesen worden waren. Nach der Räumung des Flüchtlingslagers 1950 blieb die Krankenstation weiter bestehen. Sie wurde zum Hilfskrankenhaus und später Teil des Kreiskrankenhauses Soltau. Nach einem Krankenhausneubau 1968 in Soltau wurde das Krankenhaus in Reinsehlen aufgelöst. Die ehemaligen Gebäude sind heute noch annähernd im Originalzustand und befinden sich in Privatbesitz. Eine Besonderheit stellt die ehemalige KdF-Halle, die sich in unmittelbarer Nähe zum Krankenhaus befand, dar. Sie wurde abgebaut und nahezu gleichbleibend in Dorfmark wieder aufgebaut, wo sie heute als Reithalle dient.

### Lagerräumung
Die Eigentumsverhältnisse des Flugplatzgeländes waren bereits bei der Entstehung 1938 ungeklärt und blieben auch nach dem Zweiten Weltkrieg unklar. Die deutsche Luftwaffe hatte das Land, das einigen Bauern aus Reinsehlen gehörte, entschädigungslos enteignet. Der britischen Besatzungsmacht stellte sich 1945 das Gelände mit seinen Bauten als Vermögen der Wehrmacht dar, das sie beschlagnahmte. Zur Unterbringung von Flüchtlingen überließen sie es zunächst den deutschen Behörden, wollten es aber später als militärisches Trainingslager nutzen. Bereits im Sommer 1949 begannen die Briten einzelne Teile des Lagers für ihre Zwecke zu beanspruchen. Im September 1949 stellten sie den deutschen Behörden einen Räumungsbefehl zu, wonach das Lager innerhalb von zwei Monaten geräumt sein sollte. Nach Intervention durch den Niedersächsischen Minister für Flüchtlingsangelegenheiten Heinrich Albertz wurde der Räumungstermin um ein Jahr auf Ende 1950 aufgeschoben. Für die Bewohner sollte zunächst menschenwürdiger Wohnraum gefunden werden und kein Umzug in ein anderes Barackenlager erfolgen. Deshalb wurden von der Landesregierung Geldmittel zum Hausbau zur Verfügung gestellt. Der größte Teil der Lagerbewohner mit nahezu 800 Personen siedelte sich in Hambühren an. Dort wurden durch Eigenleistungen der Lagerbewohner Munitionsbunker auf dem Gelände eines ehemaligen Munitionslagers in Häuser umgebaut. Etwa 200 Personen zogen nach Emmelndorf zum Bahnhof Hittfeld, wo eine neue Wohnsiedlung entstand. Etwa 200 Lagerbewohner zogen in die benachbarte Gemeinde Schneverdingen.

## Truppenübungsplatz 1950–1994

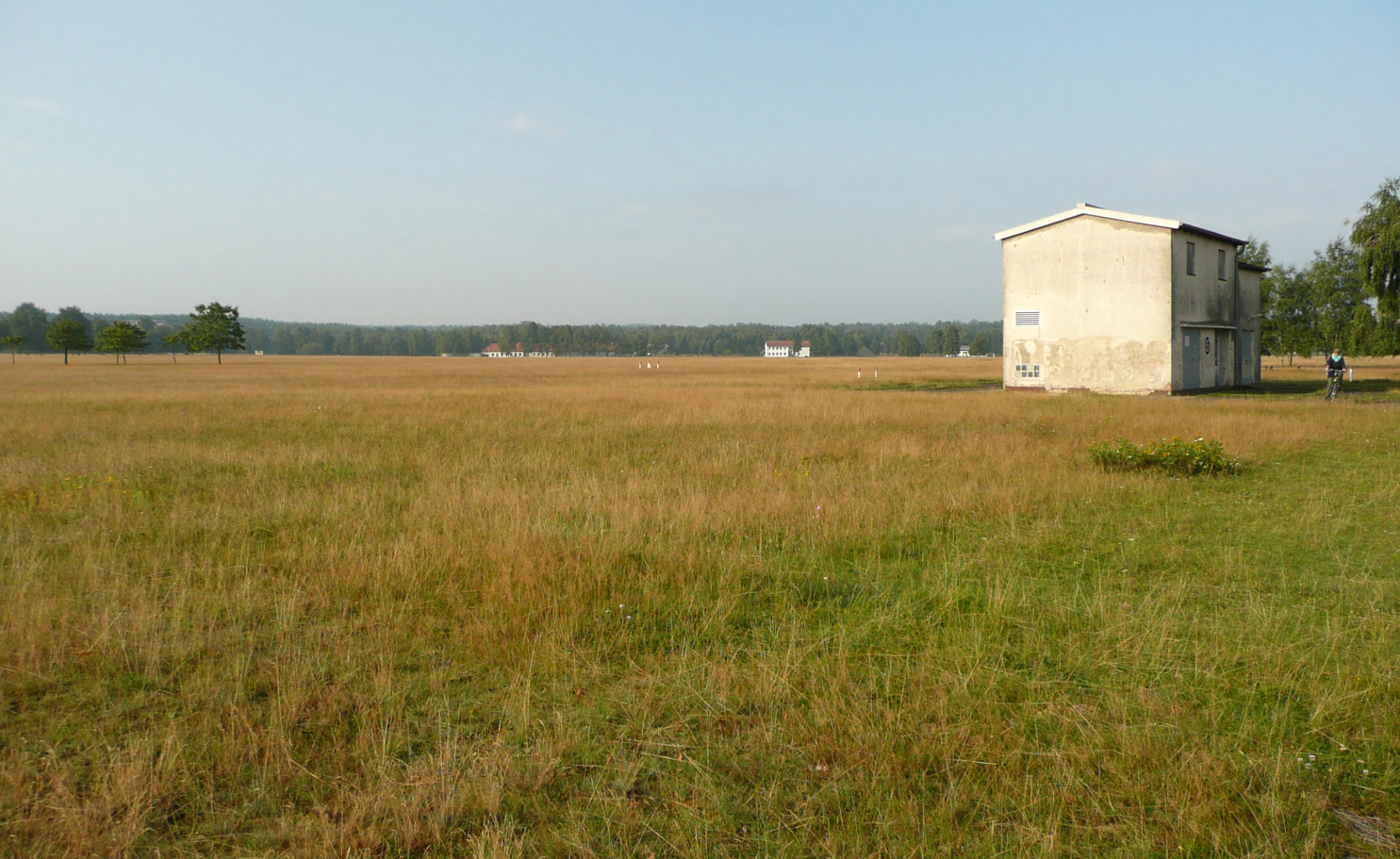
Blick vom Trafogebäude zu den Gebäuden des Camps

Nach der Räumung des Flüchtlingslagers 1950 nutzen die britischen und kanadischen Streitkräfte das Gelände unter dem Namen Camp Reinsehlen als Ausgangspunkt und Basislager für Panzerübungen in der Lüneburger Heide. Die Kanadier zogen nach kurzer Zeit wieder ab, doch Truppen der Britischen Rheinarmee blieben über 40 Jahre lang dort. Die Soldaten kamen mit ihrer militärischen Ausrüstung von allen Standorten der britischen Besatzungszone und sogar aus Großbritannien. Der Transport der Panzer und Kettenfahrzeuge erfolgte überwiegend auf dem Schienenwege über den Gleisanschluss des Camps, aber auch über die Bahnhöfe der Umgebung. Der An- und Abmarsch erfolgte ebenso auf der Straße über die Bundesstraße 3, von der ein Anschluss zum Camp führte. Die Unterbringung der Soldaten erfolgte zunächst in Zelten und später in Nissenhütten, die in großer Zahl auf der Freifläche des früheren Flugplatzgeländes aufgestellt wurden.
Das Camp lag, gemäß dem Jahre 1959 entworfenen und 1963 in Kraft getretenen Soltau-Lüneburg-Abkommen, auf den Roten Flächen im Raum Soltau-Lüneburg, auf denen ständig Militärübungen abgehalten wurden. 1967 besuchte Elisabeth II. das Camp zum 50-jährigen Jubiläum des Royal Tank Regiment, das in Soltau stationiert war; dabei fand auf dem ehemaligen Flugfeld und einem eigens errichteten Paradeplatz eine Truppenparade mit 270 Panzerfahrzeugen und 800 Soldaten statt. In den 1980er Jahren errichteten die Briten noch eine groß dimensionierte Panzerwaschanlage. Infolge der deutschen Wiedervereinigung und dem dadurch auslaufenden Soltau-Lüneburg-Abkommen, das die militärische Nutzung in der Lüneburger Heide regelte, verließen die britischen Streitkräfte das Camp Reinsehlen im Jahr 1994. Zahlreiche Protestaktionen der Bevölkerung unterstrichen den Wunsch nach einem Ende der militärischen Nutzung der Heide.

## Heutiger Zustand

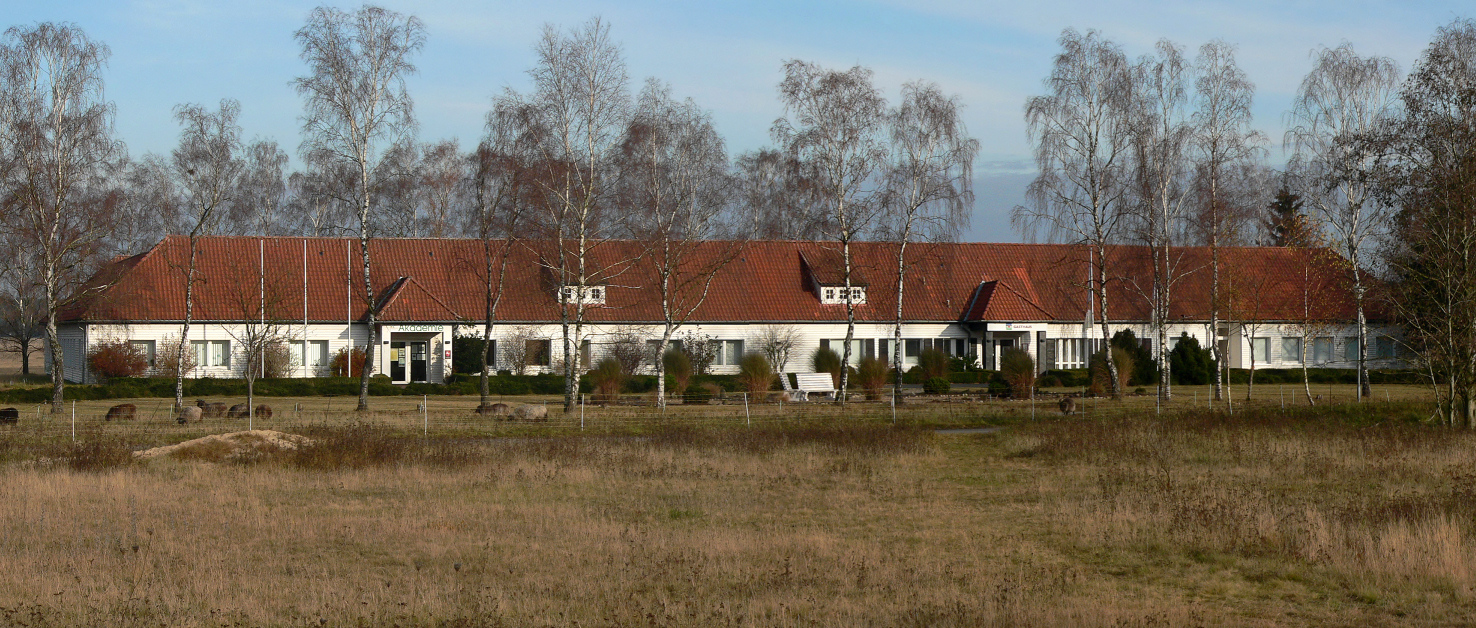
Ehemaliges Militärverwaltungsgebäude, heute Tagungsstätte der Alfred Toepfer Akademie für Naturschutz und Gaststätte

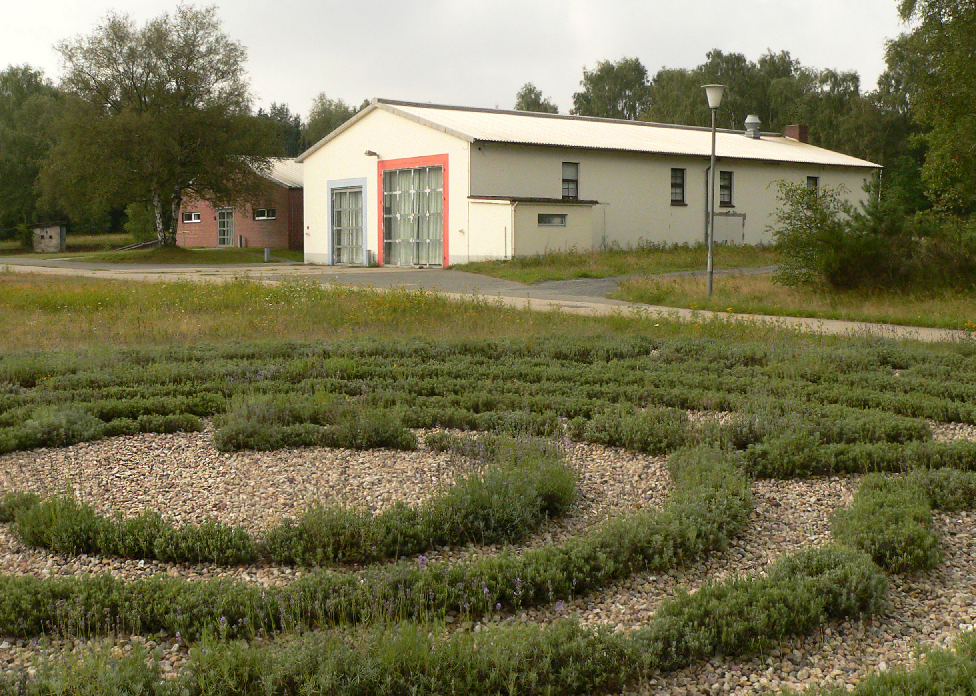
Ehemalige Werkstatthallen, heute Veranstaltungsräume. Im Vordergrund das Lavendel-Labyrinth

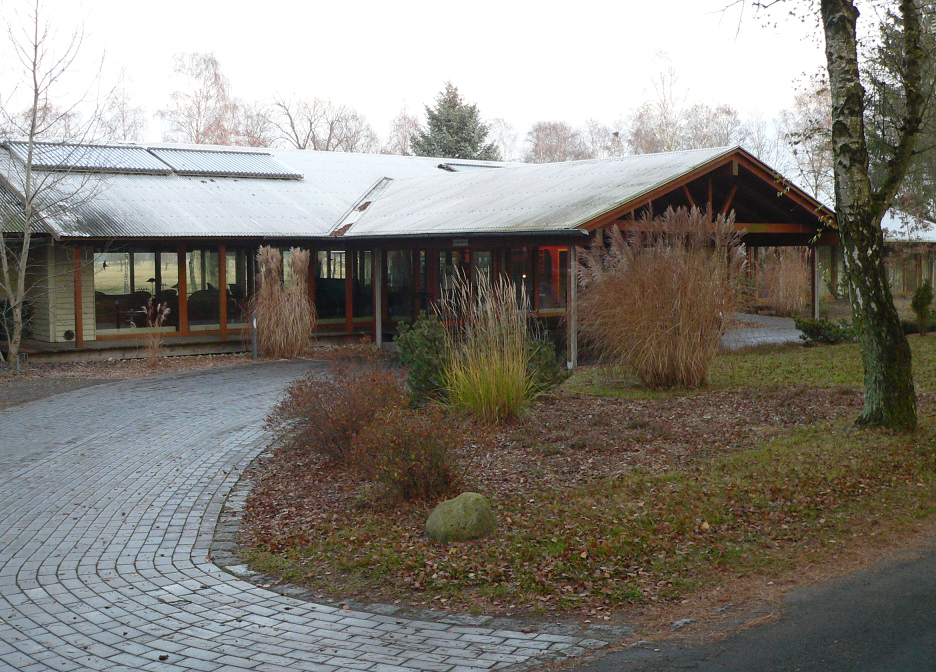
Hotel Camp Reinsehlen am südlichen Rande der Freifläche

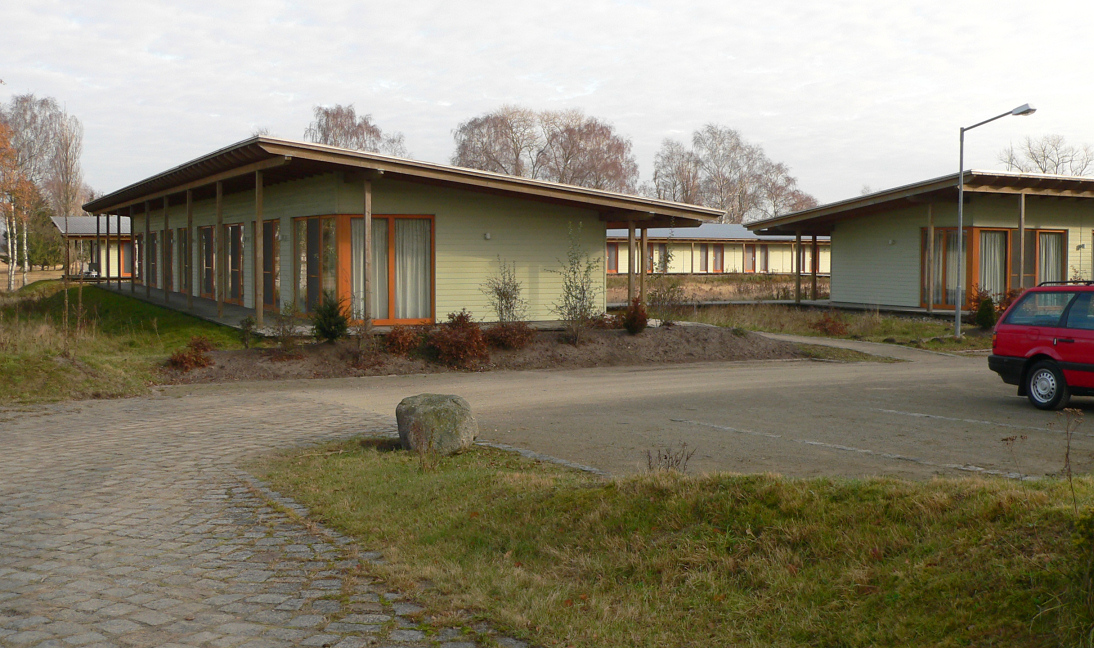
Die Zimmer des Hotels in flacher Pavillonbauweise

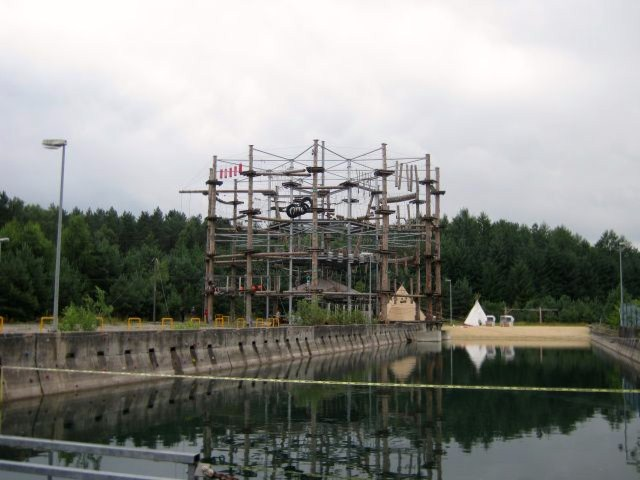
Hochseilgarten auf dem Gelände der früheren Panzerwaschanlage

Nach dem Abzug der britischen Truppen 1994 begannen auf dem Gelände und den nahe gelegenen Panzerübungsflächen in der Osterheide umfangreiche Renaturierungsmaßnahmen, um die teilweise extremen Zerstörungen in der Natur zu beseitigen. Bei der Suche nach militärisch bedingten Umweltlasten wurden auf dem Campgelände 11 Verdachtsbereiche festgelegt, bei denen an zwei Stellen erhöhte Schadstoffwerte gemessen wurden. Es bestand der Verdacht, dass Treibstoff und Schmierstoffe in den Boden gelangt sein könnten. Nachdem die Stadt Schneverdingen den Großteil der Flächen des Camps 1997 vom Bund erworben hatte, wurden die militärischen Bauten und Einrichtungen auf dem Platz teilweise beseitigt. Die letzte öffentlich zugängliche der rund 100 aufgestellten Nissenhütten befindet sich heute im Freilichtmuseum am Kiekeberg. Auch die meisten der zahlreichen Baracken auf dem Gelände sind nicht mehr vorhanden.
Es gab verschiedene Überlegungen einer zivilen Nachnutzung. Eine Künstlergruppe aus Schneverdingen schlug die Einrichtung eines Friedensparks als Projekt der Expo 2000 vor. Er sollte ein Friedensmuseum erhalten und Veranstaltungsort für Friedensforscher werden. Dieser Plan wie auch Überlegungen für ein Gewerbegebiet scheiterte, weil seit der Wiedervereinigung und dem sowjetischen Truppenabzug aus der ehemaligen DDR dort viele nicht mehr benötigte militärische Anlagen als Gewerbegebiete zur Verfügung standen. Heute hat die Alfred Toepfer Akademie für Naturschutz einen Sitz in einem ehemaligen militärischen Verwaltungsgebäude auf dem Gelände. An Neubauten entstand ein Hotel, das sich in seiner flachen Pavillonbauweise in die weitläufige Landschaft einfügt. Der Bau einer Erweiterung der Hotelanlage um ein neues Seminargebäude sowie eines neuen Übernachtungskomplexes begann im März 2016. Im Bereich der ehemaligen Panzerwaschanlage gibt es einen Hochseilgarten. Das weitläufige Campgelände wird gelegentlich für Großveranstaltungen genutzt. Ende Oktober 1998 besuchte der Dalai Lama den Ort, um auf der 100 Hektar großen Freifläche eine Woche lang täglich vor rund 8.000 Menschen eine Unterweisung zu geben. Dazu wurde innerhalb eines Monats eine 25.000 m² große Zeltstadt aufgebaut. Das größte Zelt, das „Tempelzelt“, war 140 Meter lang und 50 Meter breit. Rund 10.000 Meter Kabel, 35.000 Fußbodenplatten für 16 000 Quadratmeter Teppichboden wurden verlegt. Insgesamt waren über 700 freiwillige Helfer im Einsatz.
Ein im September 2015 eingeweihter Rundgang informiert den Besucher, mithilfe von verschiedenen Informationstafeln, über die geschichtlichen Stationen des Camp Reinsehlen und der heutigen naturschutzrelevanten Bedeutung als Magerrasenfläche.

### Kunst
Auf dem Gelände etablierten sich verschiedene Kunstprojekte. Der Bildhauer und Maler Jörg-Werner Schmidt richtete im ehemaligen Pferdestall ein Atelier ein. Seine erste Arbeit war 2005 das Bild Zwischenräume auf dem früheren Transformatorenhaus mitten auf der Freifläche. Dazu malte er rote Streifen auf die sechs Meter hohe alte Gebäudefassade. Bei Sonne flimmert die Fläche von weitem und erscheint dem menschlichen Auge rosafarben. Außerdem gestaltete er 2007 das ursprünglich in Straßennähe aufgestellte Objekt Knickpyramide – diese erhielt 2017 im Rahmen der Hotelerweiterungen einen neuen Standort nahe dem ehemaligen Exzerzierplatz. Weitere von ihm geschaffene Kunstfiguren, wie Lattenmenschen, finden sich ebenfalls auf dem Freigelände. In den zwei früheren militärischen Reparaturhallen ("rote" und "weiße" Halle) befinden sich Veranstaltungs- und Tagungsräume des naheliegenden Hotels.

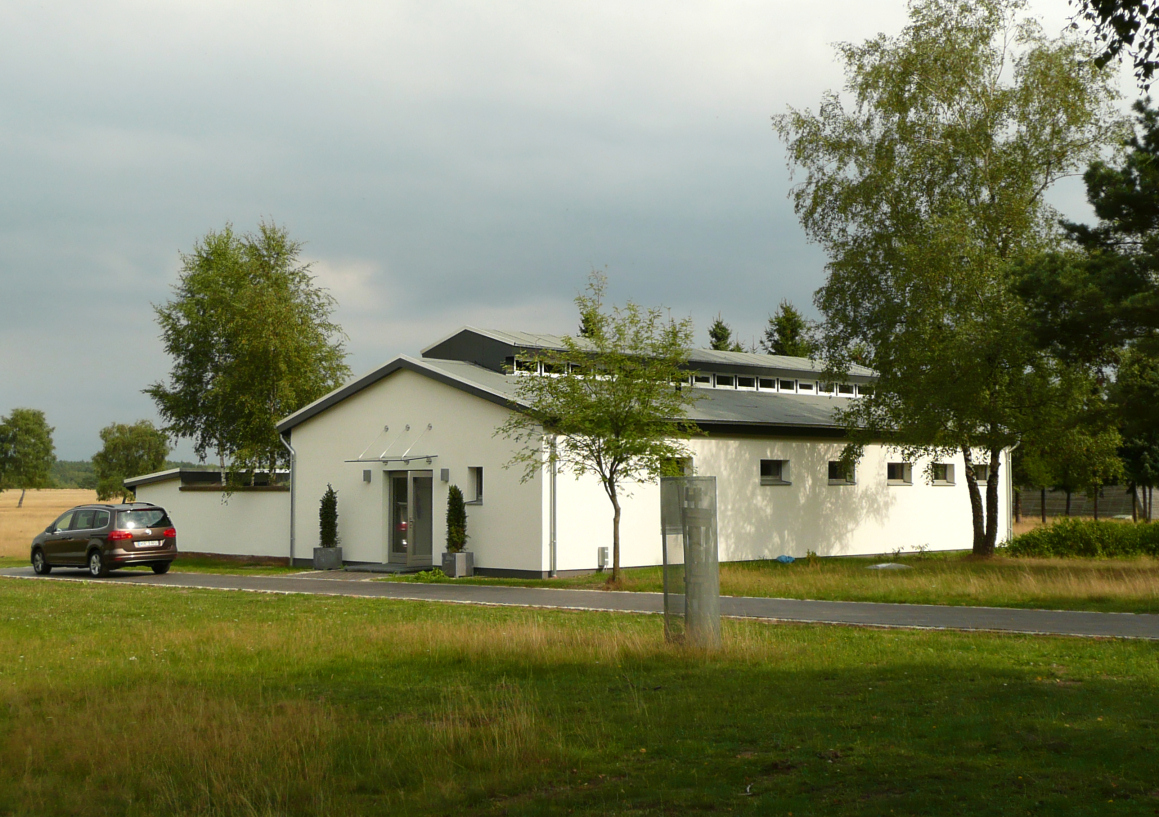
Früheres Atelier des Künstlers Jörg-Werner Schmidt im ehemaligen Pferdestall des Camps, seit 2011 Tagungsstätte
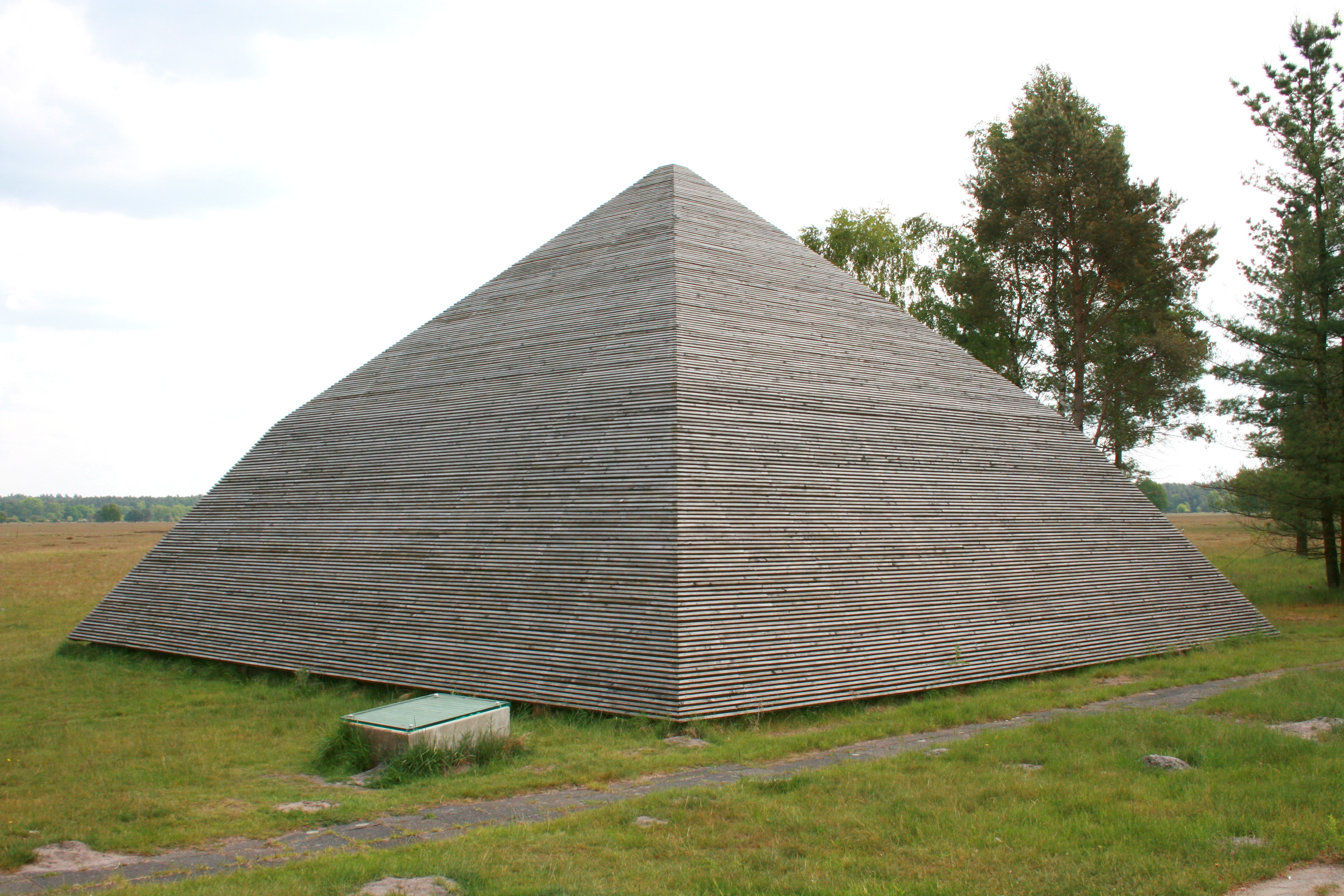
Kunstobjekt Knickpyramide von Jörg-Werner Schmidt, errichtet 2007
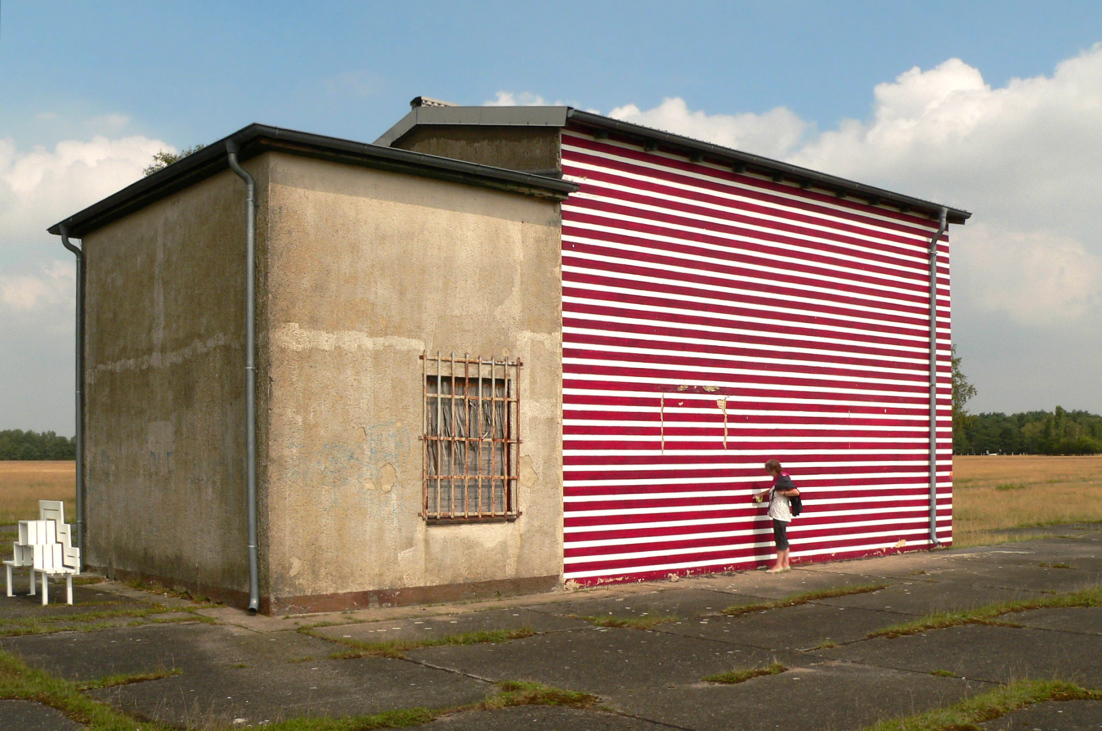
Kunstobjekt Zwischenräume von Jörg-Werner Schmidt als rote Streifen auf dem Transformatorengebäude
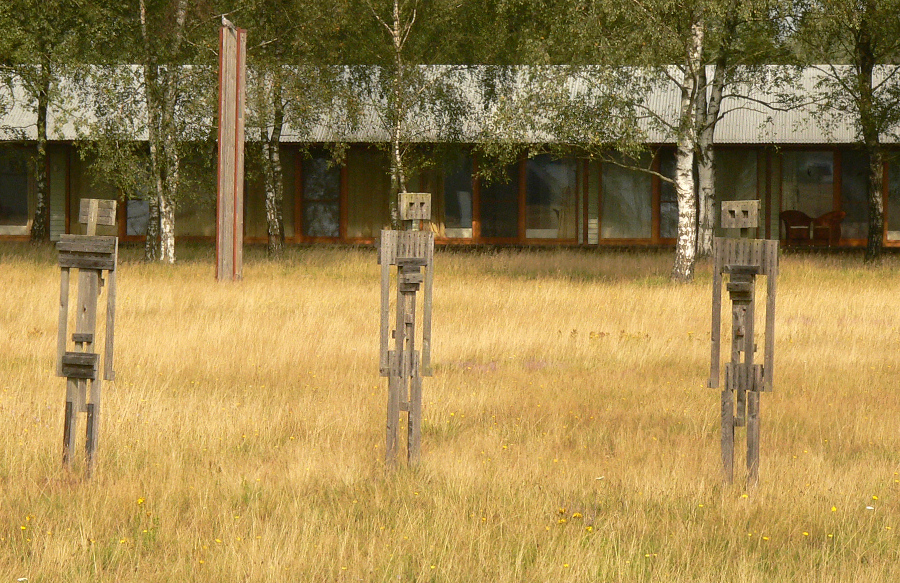
Kunstobjekte Lattenmenschen von Jörg-Werner Schmidt auf der Freifläche, im Hintergrund das Hotel
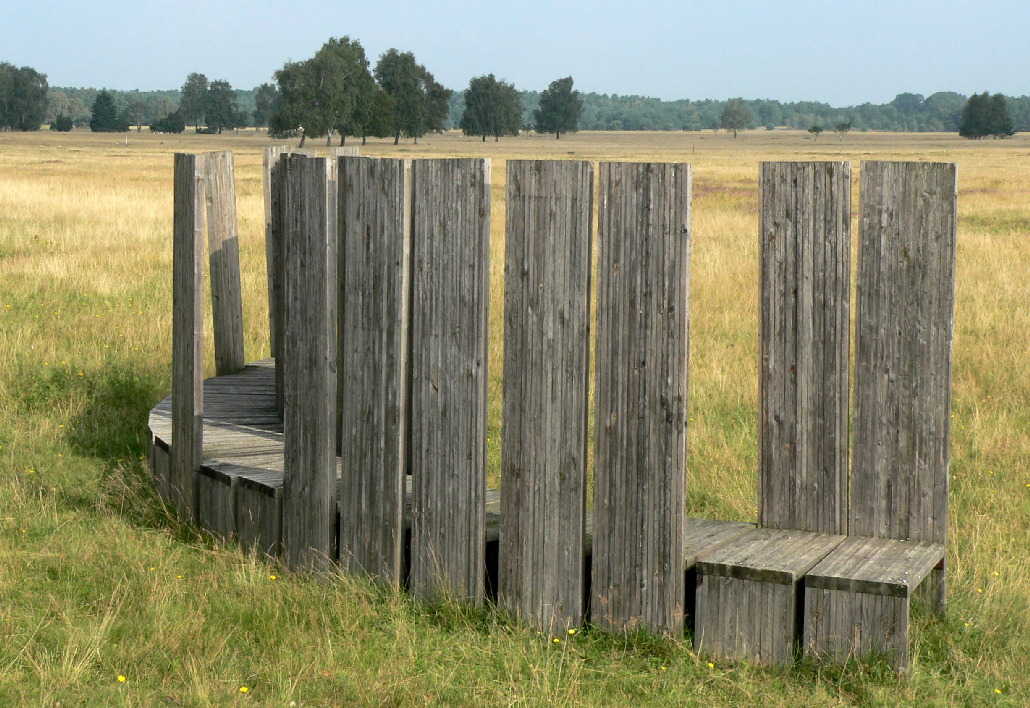
Eine Stuhlreihe von Jörg-Werner Schmidt
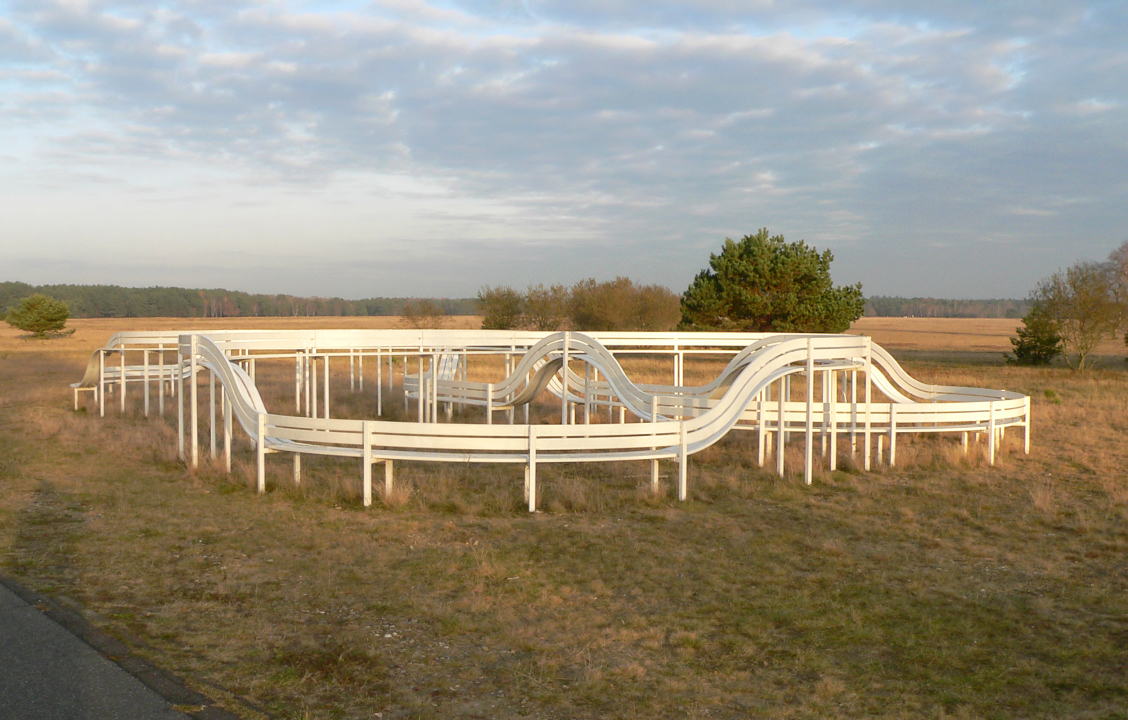
Kunstobjekt PARCOURS von Jeppe Hein